# Famarsi csata
A famarsi csata 1793. május 23-án zajlott le a Frigyes Józsiás szász–coburg–saalfeldi herceg vezette osztrák-hannoveri–brit koalíciós erők és a François Drouot de Lamarche irányította francia köztársasági hadsereg között Észak-Franciaországban az első koalíció háborúinak idején.
A csatában a túlerőben lévő koalíciós erők győztek, a franciák 3000 halottat vagy sebesültet, 300 hadifoglyot, 17 ágyút vesztettek, a koalíciós veszteség 1100 halott vagy sebesült volt.

## Fordítás
- Ez a szócikk részben vagy egészben  a   Bataille de Famars című francia Wikipédia-szócikk fordításán alapul.  Az eredeti cikk szerkesztőit annak laptörténete sorolja fel. Ez a jelzés csupán a megfogalmazás eredetét és a szerzői jogokat jelzi, nem szolgál a cikkben szereplő információk forrásmegjelöléseként.